# Бюскенс, Михаэль
Михаэ́ль (Майк) Бю́скенс (нем. Michael (Mike) Büskens; род. 19 марта 1968, Дюссельдорф) — немецкий футболист, полузащитник, футбольный тренер.

## Клубная карьера
Бюскенс начинал карьеру в академиях дюссельдорфских клубов: «Алеманния», «Фортуна», «Бенрат». В составе «Фортуны» он дебютировал в большом футболе 18 февраля 1989 года, выйдя на замену в матче Второй Бундеслиги против «Шальке 04» (2:0). Проведя более ста матчей за «Фортуну» в следующие три сезона в Бундеслиге, в 1992 году Бюскенс перешёл в «Шальке 04».
Бюскенс провёл за «Шальке» более трёхсот официальных матчей, помог команде выиграть Кубок УЕФА в 1997 году и два Кубка Германии в 2001 и 2002 годах и стал легендой клуба. Во второй половине сезона 1999/2000 он играл в «Дуйсбурге», но не смог спасти команду от вылета из Бундеслиги.
Вернувшись из аренды, Бюскенс провёл ещё два сезона в составе основной команды «Шальке» и осенью 2001 года вышел в двух матчах Лиги чемпионов против «Мальорки» (0:1 дома, 4:0 в гостях). С лета 2002 года Майк стал выступать за резервную команду «Шальке», в которой также был ассистентом главного тренера Герхарда Клеппингера. Из-за травмы колена Бюскенс завершил карьеру в конце 2003 года.

## Тренерская карьера
Летом 2005 года Бюскенс сменил Клеппингера на посту главного тренера «Шальке II». 13 апреля 2008 года Майк вместе с Юри Мюлдером был назначен исполняющим обязанности главного тренера первой команды. Под руководством этого дуэта «Шальке» набрал 16 очков в последних шести турах сезона и занял третье место. По завершении сезона Бюскенс стал ассистентом нового главного тренера Фреда Рюттена. В марте 2009 года после увольнения Рюттена Майк снова стал временным тренером «Шальке» вместе с Мюлдером и Оливером Реком. На сей раз команда набрала 13 очков в девяти турах и заняла лишь восьмое место, а по окончании сезона и после прихода Феликса Магата Бюскенс покинул клуб.

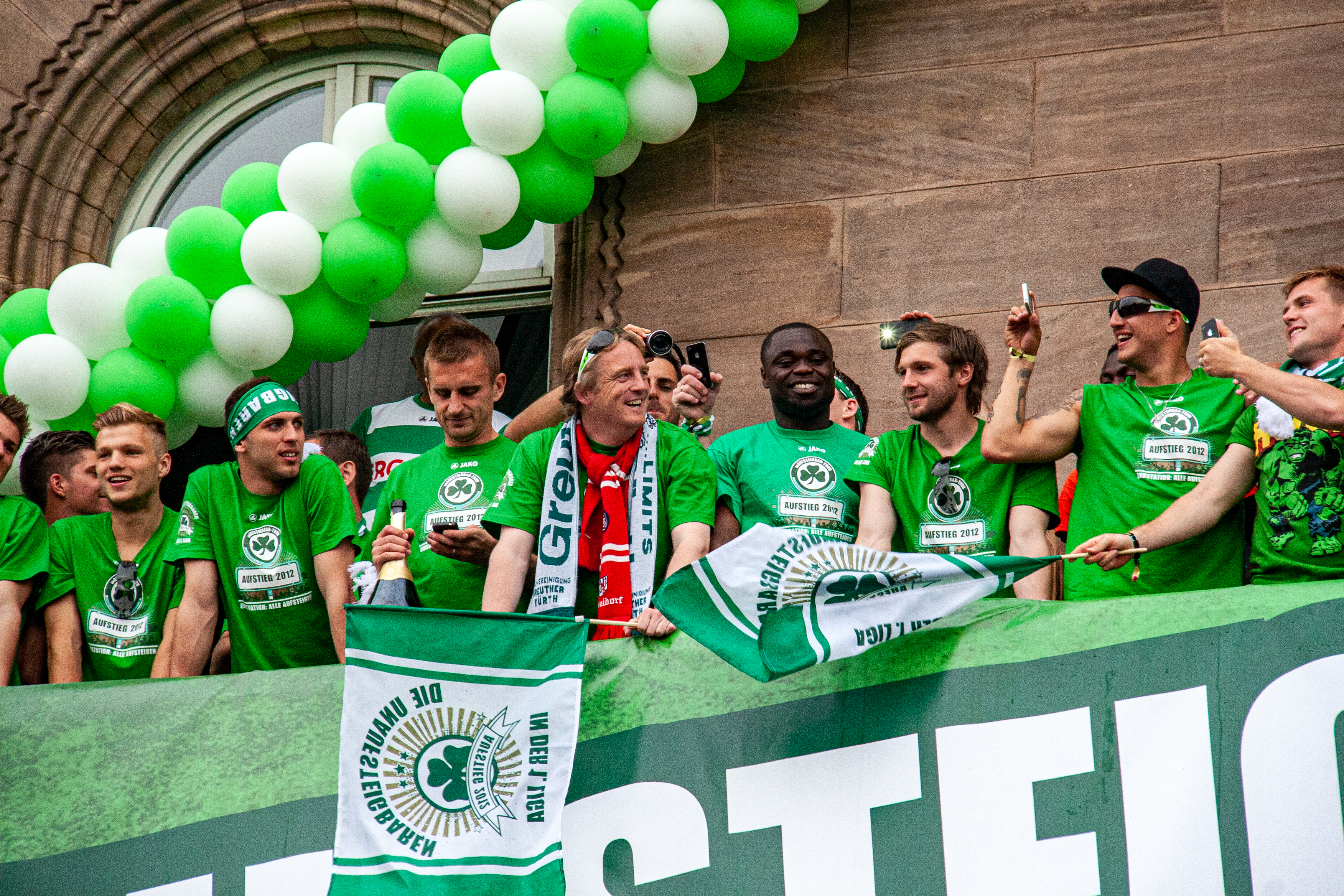
Майк Бюскенс и его команда празднуют первый выход «Фюрта» в Бундеслигу в апреле 2012 года

27 декабря 2009 года было объявлено, что Бюскенс назначен главным тренером клуба «Гройтер Фюрт» из Второй Бундеслиги. В сезоне 2011/12 команда под его руководством выиграла вторую лигу и впервые вышла в Бундеслигу. 9 мая 2012 года Бюскенс продлил контракт с «Фюртом» до 2013 года. В феврале 2013 года «Гройтер Фюрт» расстался с Бюскенсом, при котором команда набрала лишь 12 очков в 22 турах.
4 июня 2013 года Бюскенс стал главным тренером дюссельдорфской «Фортуны», подписав контракт до 2015 года. 30 ноября 2013 года, когда «Фортуна» занимала 15-е место во Второй Бундеслиге, он был уволен.
В феврале 2015 года Бюскенс вернулся в «Гройтер Фюрт». Он помог команде спастись от вылета в Третью лигу и покинул клуб по окончании сезона.
Летом 2016 года Бюскенс стал главным тренером венского «Рапида». В ноябре он был уволен в связи с неудовлетворительными результатами (две победы в последних десяти матчах в чемпионате).
В августе 2018 года Бюскенс был назначен ассистентом Михаэля Пруса в юношеской сборной Германии до 16 лет. После увольнения Доменико Тедеско в марте 2019 года Майк до конца сезона стал ассистентом главного тренера «Шальке» Хуба Стевенса, совмещая эту должность с работой в DFB. Летом 2020 года Бюскенс вошёл в штаб Михаэля Пруса в юношеской сборной Германии до 17 лет, где проработал один год. В декабре 2020 года Майк снова стал ассистентом Стевенса в «Шальке» на два матча, а в марте 2021 года вошёл в тренерский штаб Димитриоса Граммозиса на постоянной основе.